# Bert Lee (cầu thủ bóng đá)
Ernest Albert Lee (19 tháng 8 năm 1879 - 14 tháng 1 năm 1958) là một cầu thủ bóng đá người Anh thi đấu ở Chung kết Cúp FA 1902 cho Southampton, và cũng có một lần ra sân cho Anh vào ngày 29 tháng 2 năm 1904 trước Wales. Ông cũng từng thi đấu cho Dundee, vô địch Cúp bóng đá Scotland ở 1910.

## Danh hiệu
Southampton
- Chung kết Cúp FA: 1902[3]
- Vô địch Southern League: 1900-01, 1902-03, 1903-04[3]

Dundee
- Vô địch Cúp bóng đá Scotland: 1910